# Inflatella belli
Inflatella belli är en svampdjursart som först beskrevs av James Barrie Kirkpatrick 1907.  Inflatella belli ingår i släktet Inflatella och familjen Coelosphaeridae. Inga underarter finns listade i Catalogue of Life.